# اولوکللا
اولوکللا (به سوئدی: Ulvkälla) یک منطقهٔ مسکونی در سوئد است که در بخش هریدالن واقع شده‌است. اولوکللا ۰٫۹۵ کیلومتر مربع مساحت و ۴۵۶ نفر جمعیت دارد.